# Фикру Дегуэфу
Фикру Дегуэфу (англ. Fikru Deguefu; род. 28 февраля 1937, Аддис-Абеба) — эфиопский легкоатлет, выступавший в беге на средние и длинные дистанции. Участник летних Олимпийских игр 1968 и 1972 годов.

## Биография
Фикру Дегуэфу родился 28 февраля 1937 года в эфиопском городе Аддис-Абеба.
В 1968 году вошёл в состав сборной Эфиопии на летних Олимпийских играх в Мехико. В беге на 5000 метров занял 8-е место, показав результат 14 минут 19,0 секунды и уступив 14 секунд завоевавшему золото Мохаммеду Гаммуди из Туниса. В беге на 10 000 метров занял 10-е место с результатом 30.19,4, уступив 52 секунды выигравшему золото Нафтали Тему из Кении.
В 1972 году вошёл в состав сборной Эфиопии на летних Олимпийских играх в Мюнхене. Был заявлен в эстафете 4х400 метров, но не вышел на старт.

## Личные рекорды
- Бег на 5000 метров — 13.47,4 (1973)[4]
- Бег на 10 000 метров — 28.38,8 (28 июня 1973, Хельсинки)[5]